# Phylidorea bicolor
Phylidorea bicolor är en tvåvingeart som först beskrevs av Johann Wilhelm Meigen 1804.  Phylidorea bicolor ingår i släktet Phylidorea och familjen småharkrankar. Arten är reproducerande i Sverige. Inga underarter finns listade i Catalogue of Life.